# Rhapsodie ukrainienne
Pour plus de détails, voir Fiche technique et Distribution.
Rhapsodie ukrainienne (Украинская рапсодия) est un film soviétique réalisé par Sergueï Paradjanov, sorti en 1961.

## Synopsis
Oksana est une jeune fille amoureuse d'un garçon de son village, Anton. Elle remporte un grand prix de musique dans une grande ville "occidentale" et se voit autoriser à entrer au conservatoire.
La grande guerre patriotique la jette dans l'action: elle abandonne ses talents et s'engage comme infirmière dans l'armée; elle s'éloigne également de son mentor, Vadim, un potentiel rival d'Anton, qui avait le tort selon l'héroïne d'avoir préféré son art à l'urgence de l'action.
Cette situation d'héroïsme exacerbé se renverse à la fin du film : Oksana découvre la puissance de la voix sur le moral des soldats, Vadim se prend enfin à douter de son art et à s'ouvrir au peuple, et Anton, après avoir échappé à sa colonne de prisonniers de guerre et avoir été interné injustement par les troupes américaines, revoit Oksana et peut enfin l'embrasser dans la dernière séquence.

## Fiche technique
- Titre original : Украинская рапсодия
- Réalisation : Sergueï Paradjanov
- Scénario : Aleksandr Levada
- Musique : Platon Maiboroda (en)
- Photographie : Ivan Shekker
- Montage : Marfa Ponomarenko
- Décors : Mikhail Rakovskiy
- Société de production : Studio Dovjenko
- Pays de production :  Union soviétique
- Langue originale : russe
- Format : couleurs - son mono

## Analyse
Sur un scénario qui répond en tous points aux canons de l'art officiel soviétique, le cinéaste se distingue par le montage (leitmotivs de rails défilant et de fleuve s'écoulant, scènes oniriques) et la prépondérance accordée à la bande-son.

## Commentaire
La ville du Grand-Prix est censée être Paris, avec son lecteur de L'Humanité, mais elle ressemble plus à une ville d'Europe centrale.